# Johannes Zauner
Johannes Zauner CanReg (* 1913 in Walding; † 24. September 1977 in St. Florian) war ein österreichischer römisch-katholischer Augustiner-Chorherr und Propst des Stiftes Sankt Florian.

## Ordensleben
Zauner trat in das Noviziat des Stiftes St. Florian ein, legte die Profess ab und empfing für das Stift die Priesterweihe. Nach Aufgaben in der Seelsorge und dem Erwerb eines Doktorates wurde Zauner 1968 vom Konvent des Stiftes Sankt Florian zum Propst gewählt. Die Modifikationen des Zweiten Vatikanischen Konzil in Liturgie und Ordensleben begleiteten die ersten Jahre seiner Amtszeit. Zauner starb eines plötzlichen Todes am 24. September 1977.